# Merla de ventre cremós
La merla de ventre cremós (Turdus leucomelas) és un ocell de la família dels túrdids (Turdidae).

## Hàbitat i distribució
Habita boscos i selva de les terres baixes del centre, nord i est de Colòmbia, sud de Veneçuela i Guaiana, cap al sud, a través de nord i est del Brasil fins al nord i l'est de Bolívia, nord del Perú, est de Paraguai i nord-est de l'Argentina.